# Berryz工房シングルVクリップス①
『Berryz工房シングルVクリップス①』（ベリーズこうぼうシングルVクリップス ワン）は、Berryz工房の1枚目のPV集。

## 概要
- 初回盤にはハロプロフォトカード（トレカサイズ）が1枚封入されている。

## 収録内容
1. あなたなしでは生きてゆけない
2. ファイティングポーズはダテじゃない!
3. ピリリと行こう!
4. ハピネス〜幸福歓迎!〜 （New Ver.）
5. 恋の呪縛

特典映像
1. あなたなしでは生きてゆけない （Dance shot Ver.）
2. ファイティングポーズはダテじゃない! （プールサイドでDANCE!DANCE!DANCE!Ver.）
3. ピリリと行こう! （Close-up Ver.）
4. ハピネス〜幸福歓迎!〜 （Close-up Ver.）
5. 恋の呪縛 （スマイル Ver.）
6. 恋の呪縛 Making映像 + TV-CM集